# Molefi Sefularo
Molefi Sefularo, né le 9 juillet 1957 et mort le 5 avril 2010, est un homme politique sud-africain, vice-ministre de la Santé du 25 septembre 2008 à sa mort. Il fut également membre du conseil exécutif pour la santé de la province du Nord-Ouest de 1994 à 2004 et membre du parlement de 2004 à sa mort.

## Biographie
Sefularo est né à Potchefstroom, province du Transvaal en Afrique du Sud. Fils de Kenosi Solomon Sefularo et de  Masabata Martha Sefularo, diplômé en médecine de Medunsa et d’un MBA de la Graduate School of Business de l’université du Cap il fut un activiste politique anti-apartheid, membre de l'UDF puis du Congrès national africain.
Membre du gouvernement Motlanthe puis du gouvernement Zuma en tant que vice-ministre de la Santé, il meurt dans un accident de voiture sur la route nationale N4 à l'ouest de Pretoria.
Marié, il avait trois enfants.